# Eulasia bodemeyeri
Eulasia bodemeyeri là một loài bọ cánh cứng trong họ Glaphyridae. Loài này được Petrovitz miêu tả khoa học năm 1965.